# Konidiom
Konidiom, konidioma – występująca u grzybów wielostrzępkowa struktura, w której powstają zarodniki bezpłciowe – konidia. Wyróżnia się następujące typy zarodnikowania konidialnego:
- pojedyncze konidiofory lub pęczki konidioforów
- koremium, czyli synnema – mniej lub bardziej zwarty pęczek trzonków konidialnych, czyli konidioforów
- sporodochium – zbudowana z pseudoparenchymy poduszeczkowata struktura, z której wyrastają konidiofory
- pionnot – rodzaj sporodochium, w którym konidiofory i zarodniki tworzą śluzowatą masę
- acerwulus – powstająca zazwyczaj pod skórka żywiciela warstwa krótkich lub słabo rozgałęzionych konidioforów wyrastająca z pseudoparenchymy
- kupula – rodzaj acerwulusu o kubeczkowatym kształcie
- pyknotyrium (piknotyrium) – tarczkowaty i spłaszczony konidiom, z popękaną ścianą górną
- konidioma stromatyczna – podkładka z jedną lub wieloma komorami, w których na konidioforach powstają konidia
- sklerocjum – niektóre gatunki grzybów, np. z grupy agonomycetes tworza konidia w sklerocjach będących przetrwalnikami.

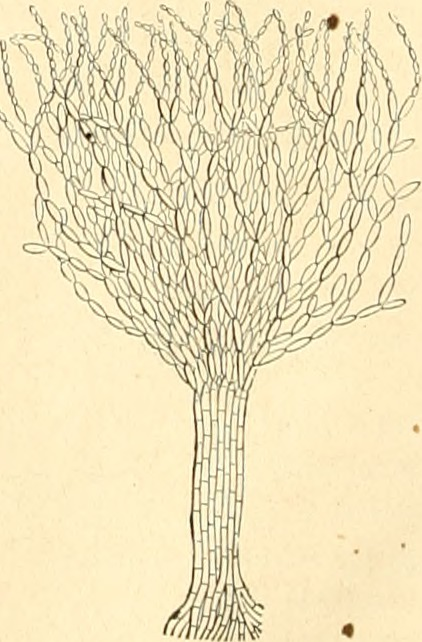
Koremium (rysunek)
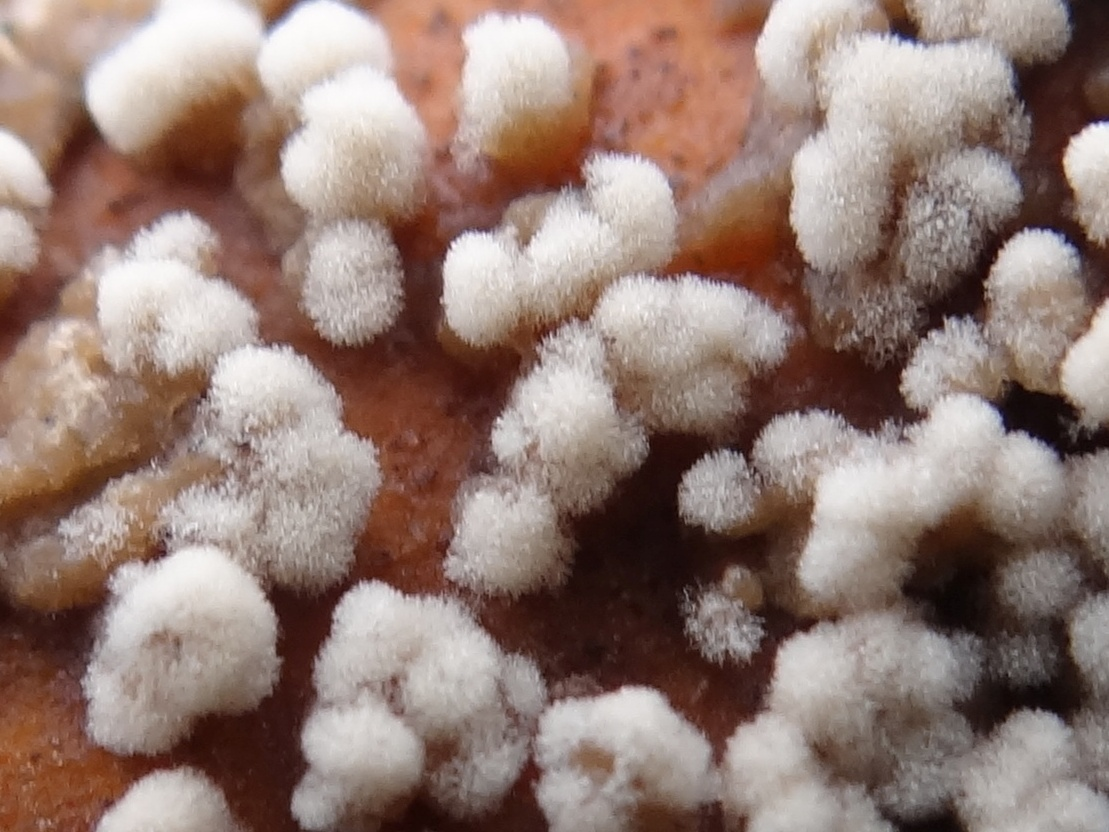
Sporodochia na gruszce (zdjęcie)
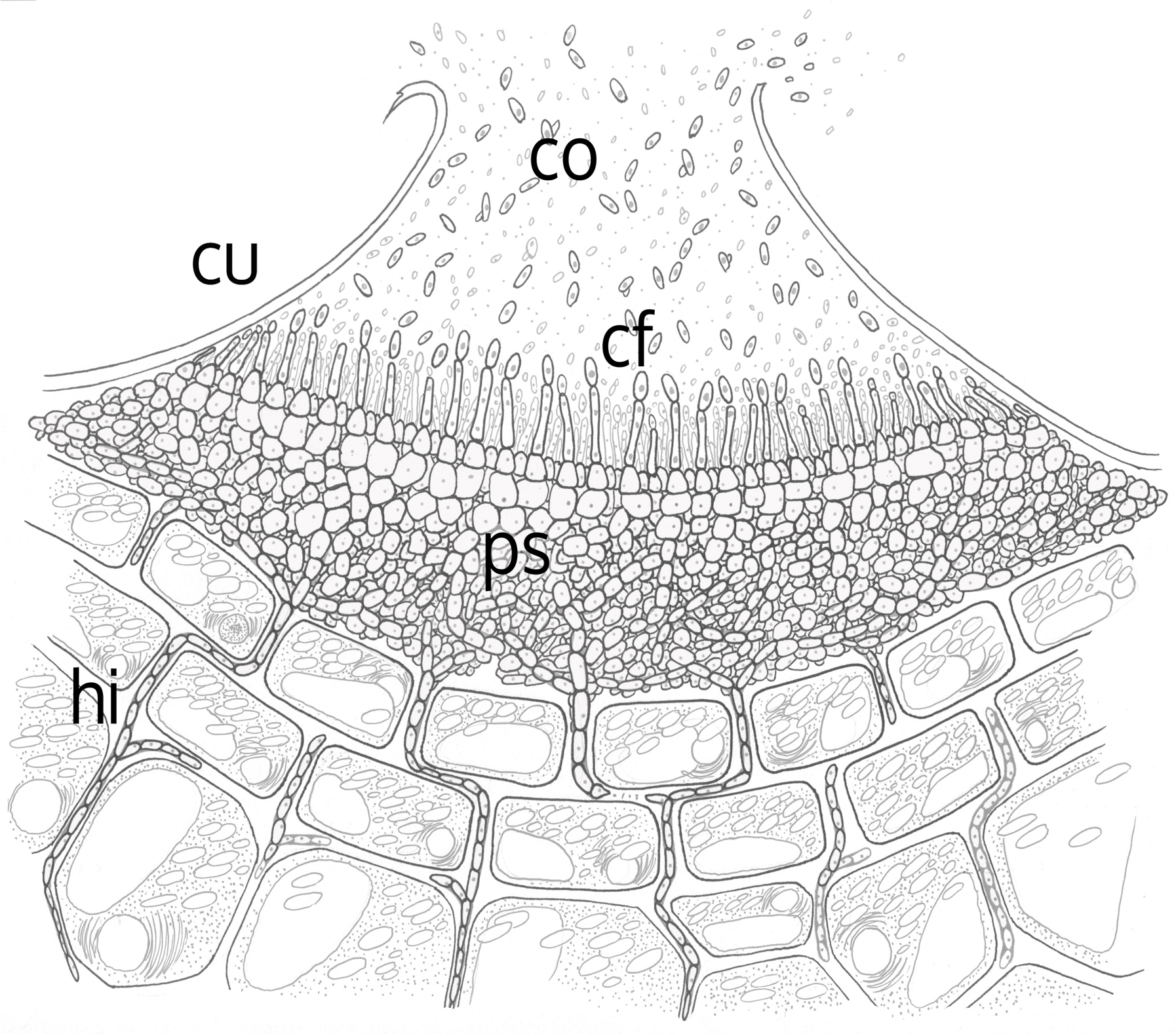
Acerwulus (schemat)